# 史可 (1968年)
史可（1968年1月—），男，汉族，江西鄱阳人，中华人民共和国政治人物。现任江西省人民政府副省长，江西省科协主席，农工党江西省委主委。